# Itosigo bellus
Itosigo bellus är en tvåvingeart som beskrevs av Ito 1984. Itosigo bellus ingår i släktet Itosigo och familjen borrflugor. Inga underarter finns listade i Catalogue of Life.